# Nova Gvineja
Nova Gvineja ima površinu od 786 000 km² što ga čini drugim po veličini otokom na Zemlji.

## Zemljopis
Otok Nova Gvineja je u zapadnom dijelu Pacifika, a njegov se istočni dio smatra dijelom Oceanije. Nalazi se sjeverno od Australije i predstavlja poveznicu prema Jugoistočnoj Aziji. Zapadni dio otoka zove se Zapadna Papua (ranije Irian Jaya) i sastavna je pokrajina Indonezije, dok se na istoku otoka od 1975. godine nalazi neovisna država Papua Nova Gvineja (vidi i Dodatak: Popis podijeljenih otoka).

## Biljni i životinjski svijet
Nova Gvineja je tropska zemlja s vrlo velikom ekološkom raznolikošću. Mnogobrojne biljne i životinjske vrste su na ovom velikom otoku kao i na nizu manjih u njegovoj blizini endemske. Tako na ovom šumovitom otoku raste oko 11 000 vrsta biljaka, od čega samo na orhideje otpada 2500 vrsta, a oko 1200 vrsta su drvenaste biljke koje izrastu kao stabla.
I životinjski svijet je isto vrlo raznovrsan. Tako ovdje živi oko 400 do 600 vrsta ptica (tu živi samo poznatih rajčica 43 vrste), više od 400 vrsta vodozemaca, 455 vrsta leptira, 180 poznatih vrsta sisavaca, različite vrste glodavaca i oko 70 vrsta šišmiša. Osim toga, Nova Gvineja je i zemlja tobolčara, kojih na otoku u šumama živi oko 70 vrsta. Osim toga, uz vodozemce tu živi i veliki broj raznih vrsta gmazova kao što su varani i zmije, kao, primjerice zeleni šumski udav i papuanski udav i neke vrste krokodila. I kukci su zastupljeni velikim brojem vrsta, a pauka na otoku ima oko 3.000 poznatih vrsta. Smatra se, da bi stvarni broj raznih vrsta kako životinja tako i biljaka mogao u dobroj mjeri premašiti navedeno, jer neki dijelovi otoka još uvijek nisu dovoljno istraženi.
U lagunama, jezerima i rijekama živi više od 1000 ribljih vrsta, od toga su 158 vrsta slatkovodne ribe.
Zapadni dio otoka je jedno od rijetkih područja na Zemlji, koja još uvijek nisu potpuno kartografirana. Usprkos svim današnjim mogućnostima zbog oblaka koji su gotovo neprekidno nisko nad šumovitim područjima (smetnja za satelitsku tehnologiju), kao i zbog nedostatka bilo kakvih putova kroz ta područja (smetnja za snimanja na tlu), veliki dijelovi tog područja nisu dovoljno istraženi.

## Stanovništvo
Na otoku žive stotine različitih plemena brdskih i nizinskih Papuanaca. Razvojno, oni žive u neolitu, odnosno, u brdovitim dijelovima otoka u ranom kamenom dobu. Dok se neka plemena već bave zemljoradnjom, a neka prave jednostavne alatke od kamena, postoje i plemena koja žive isključivo od sakupljanja plodova u neposrednoj blizini svojih zemljopisno jako izoliranih sela. Dijelom žive i u selima gdje su kuće napravljene na stablima. 
Pokušaji misioniranja tih plemena koja vjeruju u bogove prirode i šuma nisu uspjeli.

## Povijest

### Rano vrijeme
Otok su još prije 60 000 ili 50 000 godina iz Jugoistočne Azije naselili vjerojatno prastanovnici Melanezije. U vrijeme jednog ledenog doba se morska razina spustila, i olakšala prijelaz preko mora. No ti rani Papuanci su ipak morali biti vješti pomorci, jer je trebalo prijeći jedan duboki morski jarak. Prije oko 30.000 godina naseljena su i brdska područja kao i neki okolni otoci. 
Poljoprivreda postoji na otoku već oko 10 000 godina, što znači da se na otoku razvila autonomno. Vrlo teško je pronaći druge dokaze civilizacije, jer organski materijal zbog tropske klime vrlo brzo propadaju. Nakon otapanja leda poslije zadnjeg ledenog doba prije oko 6000 godina velika obalna područja su poplavljena što jako ograničava mogućnost upoznavanja ranih obalnih kultura. 
Dokazan je uzgoj šećerne trske i banana u brdima još prije oko 7000 godina. Pronađeni su i ostaci nekih biljaka koje ne rastu u brdima, što znači da su ih ljudi tamo uzgajali. Pronađeni su i kanali za odvodnju. 
Obalni su stanovnici i dalje gradili brodove i živjeli od mora, dok su stanovnici u brdima bili prisiljeni iznaći druge načine preživljavanja. Došlo je do snažnog diferenciranja bezbroj malih, međusobno izoliranih plemena. Brda u unutrašnjosti otoka su vrlo divlja tako da je ponekad nemoguće iz jedne doline stići u drugu, tako da danas postoji otprilike 860 dijelom vrlo različitih jezika na otoku.

### Dolazak Europljana
Tijekom 2. Svjetskog rata Japanci zaposjedaju sjeverni dio otoka, a Papuanci svim svojim silama i mogućnostima potpomažu Saveznike prenoseći opremu i ranjenike preko cijelog otoka.
Indonezija koja je 1949. postala nezavisna, postavlja odmah zahtjev za uključivanje zapadnog dijela otoka u svoj državni teritorij. No, do daljnjeg taj dio ostaje pod kontrolom Nizozemske.

### Nezavisnost
Nizozemska i Australija počinju od 1957. godine s planiranjem stvaranja nezavisne ujedinjene Nove Gvineje koja bi zaživjela 1970-ih. 1961. je na području Zapadne Papue održan skup koji je uveo Parlament Nieuw Guinea Raad. Nakon toga, Indonezija je s vojskom ušla na to područje, i ubrzo iza toga počela s protjerivanjem Papuanaca i naseljavanjem Indonezijaca s Jave. Do danas je oko 300 000 od nekadašnjih 700 000 Papuanaca izgubilo živote, a oko 800 000 malajskih Indonezijaca se uselilo na područje zapadne Nove Gvineje. Podloga je politika nazvana transmigracija.
Još uvijek postoji pokret za nezavisnost zapadnog dijela otoka koji Papuanci nazivaju Irian Jaya, i daljnji razvoj je neizvjestan.

## Značajnija naselja
Aitape, Daru, Fak Fak, Goroka, Jayapura, Lae, Madang, Manokwari, Merauke, Mount Hagen, Nabire, Okaba, Port Moresby, Sarmi, Sentani, Wewak.

## Etnografija
Prastanovnici Nove Gvineje koji se sastoje od nekoliko stotina plemena koja govore isto toliko jezika, poznati su pod kolektivnim nazivom Papuanci. Njihova izvorna kultura je prilično jednostavna. Rasno se razlikuju od crnaca po obilnijoj dlakavosti, gustoj bradi, tanjim usnama i nižem rastu. Žive od lova, ribolova, sakupljanja i uzgoja raznih biljnih kultura (taro) te uzgoja svinja, kokoši i pasa. Svinja kod njih ima ulogu 'živog novca'. Sela se sastoje od manjih koliba od palminoog lišća i rogožina, ponekad podignute na pilonima zabijenih u tlo. U manjim kolibama žive žene i malena djeca. Muškaračke kuće (one u kojima žive i provode vrijeme muškarci) su veće, obično po jedna u selu, i u njih je zabranjen ulaz ženama. Imaju razvijeno drvorezbarstvo (štitovi, figure). Rat je bio veoma čest, a neka plemena bili su i lovci na glave i ljudožderi, a nakon lova priređivale su se gozbe. Brak je često poligaman, a muškarac (M. Mead), kod Mundugumora može imati i 8 do 10 žena. Religija im je animistička. Vjeruju u duhove koji žive u drveću, rijekama, jezerima i planinama. Odjeća je veoma, oskudna, sastoji se od veoma upečatljivih ukrasa, kao što su svinjske kljove i navlaka za ud kod muškaraca. Kod žena sastoji se od suknjice od biljnih vlakana ili trave.
Od nekoliko stotina plemena što žive na otoku poznatiji su Arapesh, Mundugumor i Tchambuli koje je opisala Margaret Mead u svojoj knjizi Sex and Temperament in Three Primitive Societies (New York: William Morrow). Tu su još nadalje blatni ljudi Asaro nazivani i Mudmen, ljudoždersko pleme Andoar s ušća Yuata, Banaro s rijeke Keram koje je proučavao dr. Thurnwald, Iatmul, Washkuk, Una u planinama Maoke, etc.

## Vanjske poveznice
- New Guinea